# EEye Winny Scanner
eEye Winny Scanner（イーアイ ウィーニー スキャナ）は、eEye Digital Securityが開発したLANアナライザである。Winnyが動作しているコンピューターをリモートから検出する。Winnyネットワーク上に蔓延するコンピューターウイルスを原因とした情報漏洩が相次いでいることを受け、住商情報システムによって日本語版が無償で公開された。